# Tagg’s Island
Tagg’s Island ist eine Insel in der Themse in London, England flussaufwärts vom Molesey Lock nahe Ash Island.

## Geographie
In der Mitte der Insel gibt es einen See mit einer Verbindung zum Fluss und privaten Bootsanlegern. Eine Fußgängerbrücke führt über den See.
Auch wenn die Insel näher dem Ufer von Surrey bei East Molesey ist, ist sie mit dem etwas weiter entfernten Ufer von Middlesex mit einer einspurigen Brücke verbunden. Die Insel gehört zum London Borough of Richmond upon Thames. Ihr Post town ist Hampton (TW12). Auf der Insel dürfen keine Häuser gebaut werden und sie ist umgeben von Hausbooten. Die Besitzer der Boote erwerben mit dem Land des Anlegers die Mitgliedschaft in der Bewohnergesellschaft, der die Insel gehört. Es gibt in diesem Abschnitt, der als Thames Riveria bekannt ist, einige der teuersten Hausboote auf der Themse, die bis zu drei Stockwerke hoch sind.

## Geschichte
Die Insel hatte im Laufe der Jahre verschiedene Namen darunter auch Walnut Tree Ait  und wurde für Weiden zur Herstellung von Körben genutzt. Ihr jetziger Name stammt von dem Bootsbauer Thomas Tagg, der ab 1841 Boote von der Insel aus verlieh. 1872 baute er das Thames Hotel auf der Insel. Es wurde von vielen wichtigen Personen der Londoner Gesellschaft darunter Edward, Prince of Wales, dem späteren König Edward VII. besucht.
1912 kaufte der Impresario Fred Karno die Insel und baute das Hotel um. Für den Umbau beschäftigte er den Architekten Frank Matcham  und richtete eine Music Hall, das The Karsino ein. Die Insel wurde sehr beliebt und neben dem Hotel und der Music Hall gab es ein Bootshaus und verschiedene andere Attraktionen. Karno hatte ein luxuriöses Hausboot dauerhaft an der Insel liegen, er beschrieb die Insel als „the hub of the universe for river people“. Nach dem Ende des Ersten Weltkriegs schwand die Beliebtheit der Insel. Das Hotel wurde in The Casino umbenannt, aber Karno verkaufte die Insel 1926. Zwei Jahre später wurde das Hotel unter dem Namen Thames Riviera wiedereröffnet und eine Fahrzeugfähre brachte Autos vom Festland auf die Insel. 1940 wurde das Hotel erneut geschlossen. Nach zahlreichen Versuchen das Hotel wiederzubeleben, wurde es 1971 abgerissen.
Das Hausboot Astoria Fred Karnos lag bis 1951 an Tagg’s Island. 1986 kaufte es David Gilmour und baute es zu einem Tonstudio um. Das Boot liegt nun an der Nordseite des Flusses oberhalb der Insel. Die Insel selbst gehört den Bewohnern der Hausboote.